# Honorat Alberich i Corominas
Honorat Alberich i Corominas (* 1786 in Sant Joan de les Abadesses; † 1836 in Olot) war ein katalanischer Komponist und Kirchenkapellmeister.

## Leben und Werk
Honorat Alberich begann seine musikalische Karriere in Mataró, wahrscheinlich in der Kirche Santa Maria. Hier wirkte er bis 1816, als er zum Kapellmeister der Pfarrkirche Sant Esteve d’Olot ernannt wurde. Letztgenannte Position hatte er bis zu seinem Tod 1836 inne.
Honorat Alberich komponierte geistliche Musik, von denen ein Dixit Dominus in acht Stimmen und ein Salve in vier Stimmen und Orchester in der Biblioteca de Catalunya aufbewahrt werden.